# Heilige-Familiekapel (Meijel)

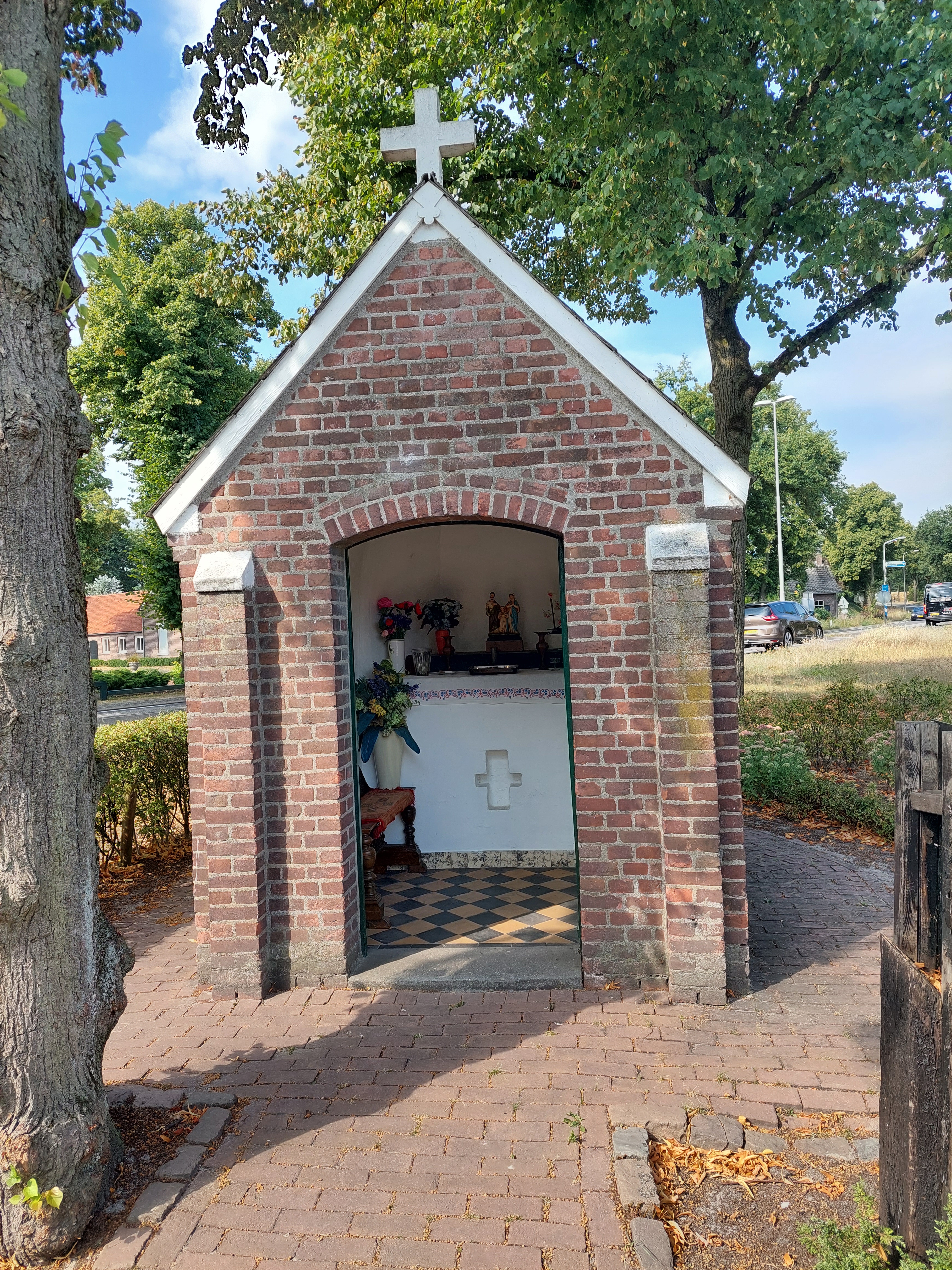
Heilige-Familiekapel (Meijel)

De Heilige-Familiekapel is een kapel in Meijel in de Nederlandse gemeente Peel en Maas. De kapel staat aan de straat Aan de Kremmer in het westen van het dorp.
Op ongeveer 600 meter naar het noorden staat de Sint-Antoniuskapel en op ruim een kilometer naar het oosten staat de Sint-Annakapel.
De kapel is opgedragen aan de Heilige Familie.

## Geschiedenis
Omstreeks 1905 liet Hendrik Verschaeren de kapel bouwen waarbij veldovenstenen van een oven in Meijel werden gebruikt.
In het midden van de 20e eeuw schafte men de processies af, waarna de kapel in verval raakte. In 1972 werd de kapel gerenoveerd en kreeg de kapel een nieuw beeld.
In 1980 werd de kapel nog een keer gerenoveerd.

## Gebouw
De bakstenen kapel heeft een driezijdige koorsluiting en wordt gedekt door een zadeldak van leien. Op de hoeken van de gevels zijn er steunberen aangebracht die afgedekt worden door witte afdeklijsten. In de linker- en rechterzijgevel bevindt zich een venster in de vorm van een Grieks kruis. De frontgevel is een puntgevel met op de nok van het dak een betonnen Grieks kruis. In de frontgevel bevindt zich de segmentboogvormige toegang.
Van binnen is de kapel wit gestuukt met een spitstongewelf en tegen de achterwand is het altaar geplaatst. Op een opzet op het altaar is een klein polychroom beeldje geplaatst van de Heilige Familie en toont Jezus met naast hem Jozef en Maria.